# Педру Бонду
Пе́дру Бо́нду Франсі́шку (порт. Pedro Bondo Francisco; нар. 6 листопада 2004) — ангольський футболіст, захисник португальського клубу «Фамалікан» і збірної Анголи.

## Клубна кар'єра
Вихованець клубу «Петру Атлетіку». В складі команди двічі виграв чемпіонат Анголи, двічі став володарем Кубка Анголи, а також одного Суперкубка Анголи.
12 липня 2023 року відправився в сезонну оренду в фарм-клуб лісабонського «Спортінга», що виступає у Терсейра-лізі. 3 вересня 2023 року в матчі Терсейра-ліги проти «Коїмбри» дебютував за «Спортінг Б». 4 листопада 2023 року в поєдинку проти «Амори» забив свій перший гол за клуб. Всього за час оренди провів 23 матчі, відзначившись одним м'ячем.
21 січня 2025 року перейшов у «Фамалікан», підписавши контракт до літа 2029 року. 5 квітня дебютував за нову команду в матчі Прімейра-ліги проти «Ароки», вийшовши на заміну Соррісо. 18 квітня 2025 року в поєдинку Прімейра-ліги проти «Порту» забив свій перший гол за «Фамалікан».

## Кар'єра в збірній
З 2024 року виступає за збірну Анголи.

## Статистика виступів

### Клубна статистика
Станом на 16 серпня 2025 
| Клуб                   | Сезон             | Чемпіонат         | Чемпіонат | Чемпіонат | Кубок | Кубок | Кубок ліги | Кубок ліги | Єврокубки | Єврокубки | Інші  | Інші | Всього | Всього |
| Клуб                   | Сезон             | Дивізіон          | Матчі     | Голи      | Матчі | Голи  | Матчі      | Голи       | Матчі     | Голи      | Матчі | Голи | Матчі  | Голи   |
| ---------------------- | ----------------- | ----------------- | --------- | --------- | ----- | ----- | ---------- | ---------- | --------- | --------- | ----- | ---- | ------ | ------ |
| → Спортінг Б (Лісабон) | 2023–24           | Терсейра-ліга     | 23        | 1         | —     | —     | —          | —          | —         | —         | —     | —    | 23     | 1      |
| Фамалікан              | 2024–25           | Прімейра-ліга     | 6         | 1         | 0     | 0     | 0          | 0          | —         | —         | —     | —    | 6      | 1      |
| Фамалікан              | 2025–26           | Прімейра-ліга     | 1         | 0         | 0     | 0     | 0          | 0          | —         | —         | —     | —    | 1      | 0      |
| Фамалікан              | Всього за кар'єру | Всього за кар'єру | 7         | 1         | 0     | 0     | 0          | 0          | 0         | 0         | 0     | 0    | 7      | 1      |
| Всього за кар'єру      | Всього за кар'єру | Всього за кар'єру | 30        | 2         | 0     | 0     | 0          | 0          | 0         | 0         | 0     | 0    | 30     | 2      |

### Міжнародна статистика
Станом на 25 березня 2025 
| Збірна            | Сезон             | Товариські | Товариські | Офіційні | Офіційні | Всього | Всього |
| Збірна            | Сезон             | Матчі      | Голи       | Матчі    | Голи     | Матчі  | Голи   |
| ----------------- | ----------------- | ---------- | ---------- | -------- | -------- | ------ | ------ |
| Анголи            |                   |            |            |          |          |        |        |
| 2024              | 0                 | 0          | 4          | 0        | 4        | 0      |        |
| 2025              | 0                 | 0          | 2          | 0        | 2        | 0      |        |
| Всього за кар'єру | Всього за кар'єру | 0          | 0          | 6        | 0        | 6      | 0      |

### Матчі за збірну
Станом на 25 березня 2025 
| Матчі Педру Бонду за збірну Анголи | Матчі Педру Бонду за збірну Анголи | Матчі Педру Бонду за збірну Анголи | Матчі Педру Бонду за збірну Анголи | Матчі Педру Бонду за збірну Анголи | Матчі Педру Бонду за збірну Анголи | Матчі Педру Бонду за збірну Анголи | Матчі Педру Бонду за збірну Анголи |
| №                                  | Дата                               | Суперник                           | Рахунок                            | Голи                               | Картки                             | Хвилини                            | Змагання                           |
| ---------------------------------- | ---------------------------------- | ---------------------------------- | ---------------------------------- | ---------------------------------- | ---------------------------------- | ---------------------------------- | ---------------------------------- |
| 1                                  | 9 вересня 2024                     | Судан                              | 2–1                                |                                    |                                    | 90'                                | Відбіркові матчі КАН-2025          |
| 2                                  | 11 жовтня 2024                     | Нігер                              | 2–0                                |                                    |                                    | 45'                                | Відбіркові матчі КАН-2025          |
| 3                                  | 15 жовтня 2024                     | Нігер                              | 1–0                                |                                    |                                    | 1'                                 | Відбіркові матчі КАН-2025          |
| 4                                  | 18 листопада 2024                  | Судан                              | 0–0                                |                                    | 17'                                | 45'                                | Відбіркові матчі КАН-2025          |
| 5                                  | 20 березня 2024                    | Лівія                              | 1–1                                |                                    |                                    | 9'                                 | Відбіркові матчі ЧС-2026           |
| 6                                  | 25 березня 2025                    | Кабо-Верде                         | 1–2                                |                                    |                                    | 90'                                | Відбіркові матчі ЧС-2026           |

Всього: 6 матчів / 0 голів; 3 перемоги, 2 нічиї, 1 поразка.

## Досягнення
«Петру Атлетіку»
- Чемпіон Анголи (2): 2021–22, 2022–23
- Володар Кубка Анголи (2): 2021–22, 2022–23
- Володар Суперкубка Анголи: 2023